# 和田理枝
和田 理枝（わだ りえ）は、日本の元卓球選手。中央大学出身。現役時代は日本代表として世界卓球選手権に出場。全日本卓球選手権大会ではシングルスで優勝2度。カット主戦型。国際卓球連盟世界ランキング最高位は18位。

## 経歴
柳川商高在学時の1975年と翌年、高校総体では川東朋子と出場したダブルスで2連覇。
中央大学在学時の1979年度、全日本選手権シングルス決勝で高橋とわ子を3-2で下し初優勝。
1980年度、カルカッタ (インド) で行われたアジア卓球選手権女子ダブルスで銅メダル。上海国際卓球大会で川東加代子と出場した女子ダブルスで銀メダル。全日本選手権シングルス決勝で嶋内よし子を3-2で下し2連覇。
1981年度、ノヴィ・サド (ユーゴスラビア) で行われた第36回世界卓球選手権では川東加と出場した女子ダブルス準々決勝で張徳英 / 曹燕華組 (中国) に0-3で敗退。混合ダブルスで16強。世界ランキング20位。
日産自動車所属時の1982年度、全日本選手権シングルス決勝で神田絵美子に0-3で敗れ準優勝。
1983年度、東京で行われた第37回世界卓球選手権ではシングルスで16強。世界ランキング18位。